# Old Reliable
Old Reliable è un cortometraggio muto del 1914 diretto da Van Dyke Brooke.

## Produzione
Il film fu prodotto dalla Vitagraph Company of America.

## Distribuzione
Distribuito dalla General Film Company, il film - un cortometraggio in due bobine - uscì nelle sale cinematografiche statunitensi il 21 marzo 1914. Ne fu fatta una riedizione che fu distribuita il 25 febbraio 1918.